# Pallenopsis hoekiana
Pallenopsis hoekiana är en havsspindelart som beskrevs av Schimkewitsch, W. 1930. Pallenopsis hoekiana ingår i släktet Pallenopsis och familjen Phoxichilidiidae. Inga underarter finns listade i Catalogue of Life.